# Thomas Hengartner
Thomas Hengartner (* 5. November 1960 in St. Gallen; † 10. Mai 2018 in Stöcken) war ein Schweizer Volkskundler.

## Leben
Thomas Hengartner studierte zwischen 1980 und 1988 Dialektologie, Volkskunde, Neuere Deutsche Literatur und Schweizer Geschichte an der Universität Bern. Von 1984 bis 1988 arbeitete er dort als Hilfsassistent an der Forschungsstelle für Namenkunde, dann bis 1996 als Wissenschaftlicher Assistent an der Abteilung für Dialektologie und Volkskunde der deutschen Schweiz des Instituts für Germanistik. 
Im Jahr 1989 wurde er mit der Dissertation Gott und die Welt im Emmental promoviert, 1996 folgte seine Habilitation mit dem Titel Zur Frage der Urbanität aus volkskundlicher Sicht. Von 1996 bis 2010 war Hengartner als Professor für Volkskunde an der Universität Hamburg tätig. Ab August 2010 lehrte er an der Universität Zürich. Von 2003 bis 2007 war er erster Vorsitzender der Deutschen Gesellschaft für Volkskunde (DGV). Im Januar 2016 übernahm er auf fünf Jahre die Leitung des Collegium Helveticum.
Seine Forschungsschwerpunkte lagen auf den Unterhaltungs- und Kommunikationsmedien im 19. und 20. Jahrhundert, der Kultur und Geschichte der Genussmittel, der kulturwissenschaftlichen Technikforschung sowie auf Stadt und Urbanität.
Thomas Hengartner starb im Mai 2018 im Alter von 57 Jahren.

## Preise und Auszeichnungen
- 1989: Fakultätspreis der Philosophisch-historischen Fakultät der Universität Bern, für die Dissertation
- 1999: Fischer-Appelt-Preis, für hervorragende Leistungen in der akademischen Lehre
- 2002: Gottfried-Wilhelm-Leibniz-Preis der Deutschen Forschungsgemeinschaft

## Publikationen (Auswahl)
- Gott und die Welt im Emmental. Eine volkskundliche Untersuchung zur Entstehung, Ausbreitung und Gestaltung religiösen Lebens im Rahmen religiöser Sondergruppen (= Sprache und Dichtung. Neue Folge 41). Bern / Stuttgart 1990, ISBN 3-258-04191-1.
- mit Jörg Niederhauser: Phonetik, Phonologie und phonetische Transkription. Grundzüge, Begriffe, Methoden und Materialien (= Studienbücher Sprachlandschaft. 4). Aarau u. a. 1993, ISBN 3-7941-3623-3.
- mit Kurt Stadelmann: Ganz Ohr. Telefonische Kommunikation (= Schriftenreihe des Schweizerischen PTT-Museums. Band 5). Bern 1994, DNB 947474455.
- mit Christoph Maria Merki (Hrsg.): Tabakfragen. Rauchen aus kulturwissenschaftlicher Sicht. Zürich 1996, ISBN 3-905311-95-X.
- Radio Schweiz, Suisse, Svizzera: 75 Jahre Schweizer Radiogeschichte im Bild. 1922–1997 (= Schriftenreihe des Museums für Kommunikation, Bern). Museum für Kommunikation, Bern 1997.
- mit Johanna Rolshoven (Hrsg.): Technik – Kultur. Formen der Veralltäglichung von Technik – Technisches als Alltag. Zürich 1998.
- Forschungsfeld Stadt. Zur Geschichte der volkskundlichen Erforschung städtischer Lebensformen (= Lebensformen. Band 11). Berlin / Hamburg 1999.
- mit Christoph Maria Merki (Hrsg.): Genussmittel. Ein kulturgeschichtliches Handbuch. Campus, Frankfurt am Main 1999, ISBN 3-593-36337-2. (auch unter dem Titel Genussmittel. Eine Kulturgeschichte. Insel, Frankfurt am Main / Leipzig 2001, ISBN 3-458-34461-6)
- mit Michael Simon, Timo Heimerdinger, Anne-Christin Lux (Hrsg.): Bilder. Bücher. Bytes. Zur Medialität des Alltags. Mainz / Münster 2009, ISBN 978-3-8309-2179-0.
- mit Sonja Windmüller, Beate Binder (Hrsg.): Kultur – Forschung. Zum Profil einer volkskundlichen Kulturwissenschaft. Berlin 2009, ISBN 978-3-643-10322-2.
- mit Johannes Moser (Hrsg.): Grenzen und Differenzen. Zur Macht sozialer und kultureller Grenzziehungen. Dresden 2006, ISBN 3-86583-088-9.
- mit Anna Schindler (Hrsg.): Wachstumsschmerzen. Gesellschaftliche Herausforderungen der Stadtentwicklung und ihre Bedeutung für Zürich. Zürich 2014, ISBN 978-3-593-36337-0.
- mit Karl Braun, Claus-Marco und Bernhard Tschofen (Hrsg.): Kulturen der Sinne. Zugänge zur Sensualität der sozialen Welt. Würzburg 2017, ISBN 978-3-593-36337-0.
- mit Ute Holfelder, Klaus Schönberger, Christoph Schenker (Hrsg.): Kunst und Ethnografie – zwischen Kooperation und Ko-Produktion? Anziehung – Abstossung – Verwicklung: Epistemische und methodologische Perspektiven. Zürich 2018, ISBN 978-3-0340-1410-6.